# Пругово (Клис)
Пругово је насељено место у саставу општине Клис, Сплитско-далматинска жупанија, Република Хрватска.

## Историја
До територијалне реорганизације у Хрватској налазило се у саставу старе општине Солин.

## Становништво
На попису становништва 2011. године, Пругово је имало 555 становника.
| Број становника по пописима | Број становника по пописима | Број становника по пописима | Број становника по пописима | Број становника по пописима | Број становника по пописима | Број становника по пописима | Број становника по пописима | Број становника по пописима | Број становника по пописима | Број становника по пописима | Број становника по пописима | Број становника по пописима | Број становника по пописима | Број становника по пописима | Број становника по пописима |
| --------------------------- | --------------------------- | --------------------------- | --------------------------- | --------------------------- | --------------------------- | --------------------------- | --------------------------- | --------------------------- | --------------------------- | --------------------------- | --------------------------- | --------------------------- | --------------------------- | --------------------------- | --------------------------- |
| 1857                        | 1869                        | 1880                        | 1890                        | 1900                        | 1910                        | 1921                        | 1931                        | 1948                        | 1953                        | 1961                        | 1971                        | 1981                        | 1991                        | 2001                        | 2011                        |
| 575                         | 596                         | 638                         | 710                         | 799                         | 816                         | 816                         | 821                         | 796                         | 793                         | 725                         | 669                         | 474                         | 434                         | 472                         | 555                         |

Напомена: У 1991. повећано за део подручја насеља Гиздавац (општина Мућ), где је и садржан део података од 1857. до 1961. У 1857, од 1880. до 1910. те у 1931. и 1948. садржи податке за бивша насеља Доње Пругово и Горње Пругово која су тих година била одвојено исказана.

### Попис1991.
На попису становништва 1991. године, насељено место Пругово је имало 434 становника, следећег националног састава:
| Попис 1991.‍  | Попис 1991.‍  | Попис 1991.‍ | Попис 1991.‍ | Попис 1991.‍ |
| ------------ | ------------ | ----------- | ----------- | ----------- |
|              |              |             |             |             |
| Хрвати       | Хрвати       |             | 412         | 94,93%      |
| Русини       | Русини       |             | 2           | 0,46%       |
| остали       | остали       |             | 1           | 0,23%       |
| неопредељени | неопредељени |             | 5           | 1,15%       |
| непознато    | непознато    |             | 14          | 3,22%       |
| укупно: 434  |              |             |             |             |